# 赫尔曼·戈尔德施密特
| 小行星21 | 1852年11月15日 |
| 小行星32 | 1854年10月26日 |
| 小行星36 | 1855年10月5日  |
| 小行星40 | 1856年3月31日  |
| 小行星41 | 1856年5月22日  |
| 小行星44 | 1857年5月27日  |
| 小行星45 | 1857年6月27日  |
| 小行星48 | 1857年9月19日  |
| 小行星49 | 1857年9月19日  |
| 小行星52 | 1858年2月4日   |
| 小行星54 | 1858年9月10日  |
| 小行星56 | 1859年9月9日   |
| 小行星61 | 1860年9月9日   |
| 小行星70 | 1861年5月5日   |

赫尔曼·迈尔·萨洛蒙·戈尔德施密特（德語：Hermann Mayer Salomon Goldschmidt，1802年6月17日—1866年4月26日），德国天文学家、画家。

## 生平
戈尔德施密特出生于法兰克福的一个犹太人家庭，在从事天文学研究之前，他一直在巴黎学习绘画。

## 奖项和荣誉
1861年，戈尔德施密特获得英國皇家天文學會金質獎章。为了纪念他，月球上的一处环形山被命名为戈尔德施密特环形山，此外小行星1614也以其名字命名。